# Здание Центрального телеграфа
Зда́ние Центра́льного телегра́фа — здание в стиле советского ар-деко, расположенное на Тверской улице Центрального административного округа Москвы. 
Построено в 1925—1927 годах по проекту архитектора Ивана Рерберга. Предназначалось для размещения главной столичной телеграфной станции, отделений междугородной и международной телефонной связи.
По состоянию на 2018 год бо́льшая часть здания принадлежала ПАО «Центральный телеграф» — дочерней компании ПАО «Ростелеком», а помещения сдавались в аренду. 
В 2020 году стало известно, что проект ждёт реновация с приспособлением к современному использованию. В 2025 году собственником здания стал Т-Банк.
Является объектом культурного наследия.

## История

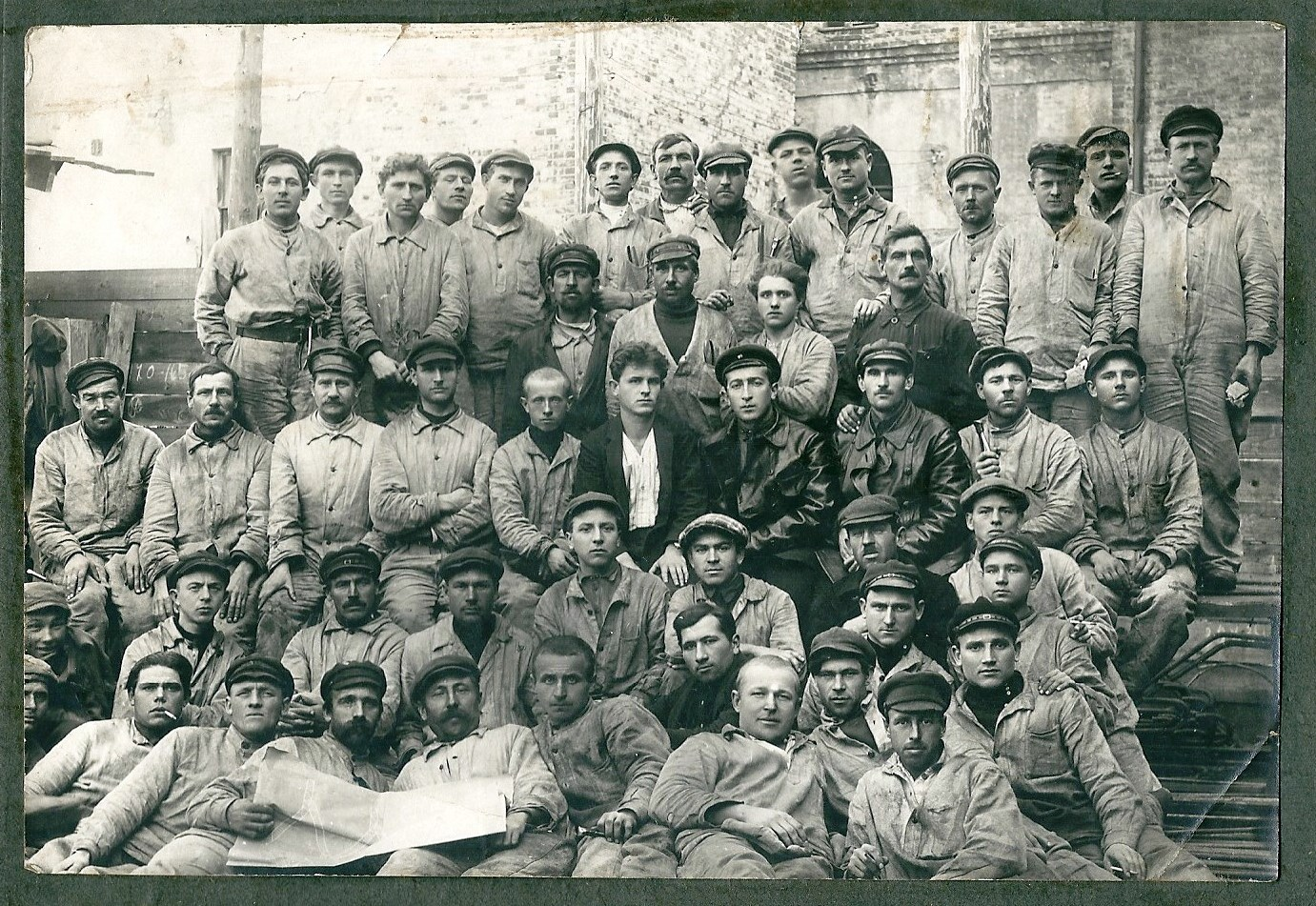
Строители Центрального телеграфа, 1926 год

### Предыстория участка
Изначально главная столичная телеграфная станция размещалась на Мясницкой улице. Идея построить новое большое здание появилась в первые годы советской власти. Место для будущего телеграфа выбрали на углу Тверской улицы и Газетного переулка. Эту землю в середине 1910-х годов выкупило страховое общество «Россия» для строительства комплекса доходных домов. В 1915-м был заложен фундамент, но из-за финансовых сложностей, вызванных Первой мировой войной, работы остановились. После революции 1917 года имущество компании было национализировано, из-за чего стройка оставалась заброшенной до середины 1920-х.

### Конкурс проектов
В 1922 году участок передали Народному комиссариату почт и телеграфов (Наркомпочтелю). Три года спустя было принято решение о строительстве на дореволюционном фундаменте здания Центрального телеграфа. 9 сентября 1925 года Московское архитектурное общество объявило открытый всесоюзный конкурс на проект здания. В конкурсе участвовала 21 работа. Все предложенные проекты учитывали современные конструктивистские тенденции, поэтому мастера предлагали строить дома из стекла и бетона. Примечателен проект братьев Александра и Леонида Весниных, которые создавали здание с учётом научной организации труда. Помещения телеграфа — от касс до аппаратных комнат — предполагалось расположить таким образом, чтобы телеграммы перемещались в пределах здания кратчайшим путём. Количество лифтов и размеры лестничных клеток обеспечивали бы быстрое перемещение сотрудников: все 2200 человек, работающих в здании, могли бы одновременно занять рабочие места за 15 минут.
Хотя первую премию присудили Александру Гринбергу, Наркомпочтель заказал ещё два проекта вне конкурса — Алексею Щусеву и Ивану Рербергу. По мнению современных исследователей, самый яркий конструктивистский проект предложил именно Щусев. Однако его идею отклонили, поскольку предложенное сплошное остекление фасадов не соответствовало условиям конкурса. Параллельно с конструктивизмом начал оформляться советский вариант архитектуры ар-деко. Строгая закономерность, смелые геометрические формы, этнические и геометрические узоры, богатство цветов, щедрые орнаменты, роскошь и дорогие материалы, которые отличали архитектуру порой «брутального» и при этом репрезентативного ар-деко, как нельзя лучше подходили запросам новой власти. Проект здания Центрального телеграфа был «первой ласточкой» такой архитектуры в СССР. В результате строительный комитет Моссовета порекомендовал выбрать проект Рерберга и с этим предложением согласилось руководство Наркомпочтеля1996.
В 1925 году, сразу после одобрения проекта, началось возведение здания на дореволюционном фундаменте. Через два года строительство было завершено и началась установка техники, продлившаяся ещё столько же. На первом этаже Центрального телеграфа располагались машинное отделение, телеграфные и телефонные залы, библиотека, а также раздевалка и столовая, на втором — канцелярия. Третий и четвёртый этажи занимали аппаратные залы. Официально здание называлось «Дом связи имени В. Н. Подбельского». В газетах Центральный телеграф именовали «механизированным дворцом связи».

### Эксплуатация

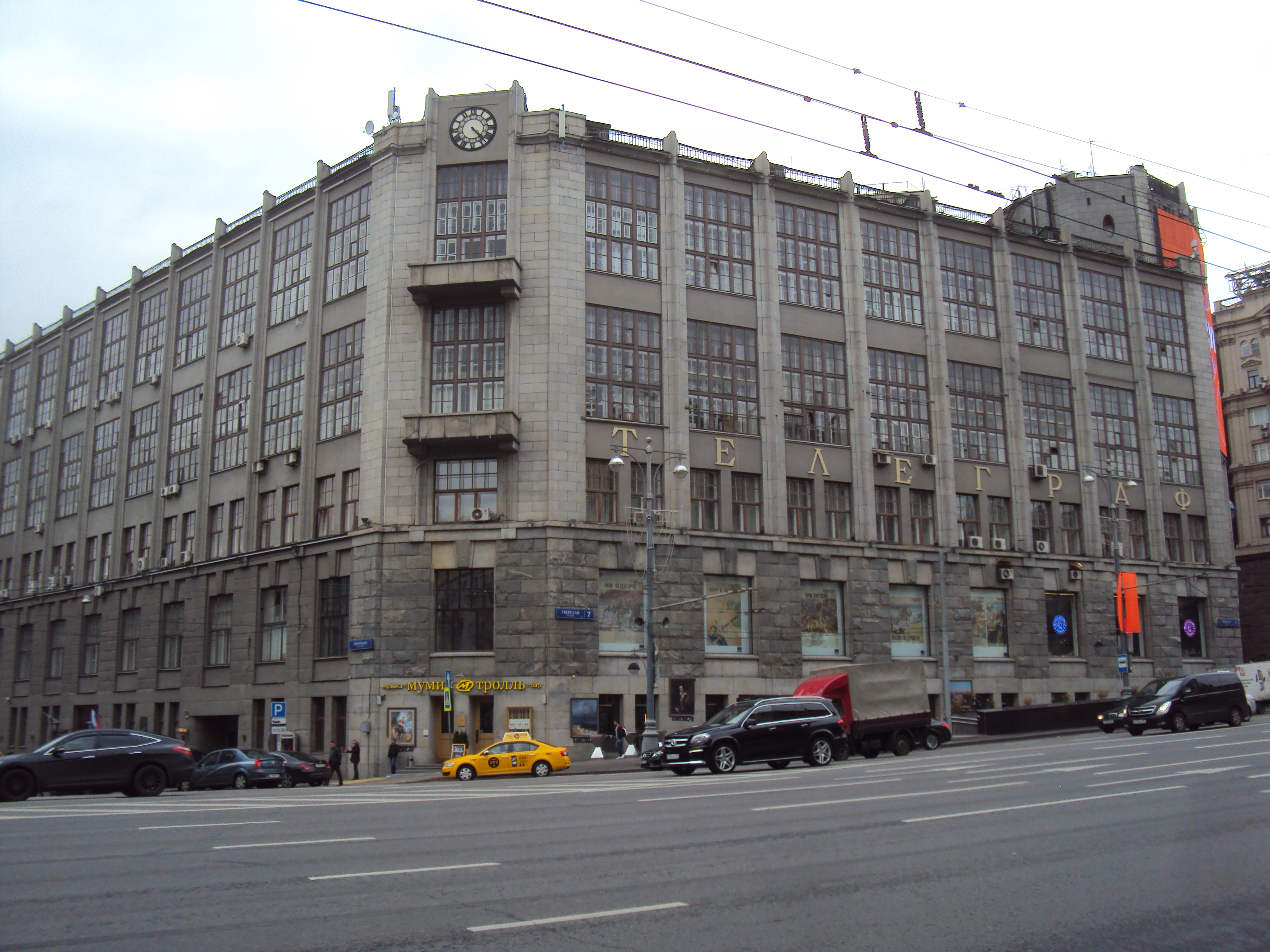
Угол с башенными часами, 2015 год

После введения здания в эксплуатацию в его стенах разместились четыре организации: Центральный телеграф, Центральный радиоузел и отделения междугородной и международной телефонной связи. На тот момент в здании работало в две смены 5 тысяч служащих. Позже в нём действовал радиотеатр, транслировавший на всю страну радиоспектакли. А в 1930-х годах в здании находилась штаб-квартира Всесоюзного радио — отсюда 22 июня 1941 года Вячеслав Молотов сообщил советским жителям о нападении немецкой армии на Советский Союз, а в мае 1945-го — Юрий Левитан сообщил о капитуляции Германии.
В 1941 году помимо Центрального телеграфа в здании размещались Наркомат связи и Центральная междугородная телефонная станция. В то время новый подземный узел связи ещё не был построен, поэтому существовала опасность нарушения коммуникации в случае налёта вражеской авиации на здание. Чтобы обеспечить стабильную работу организации, Наркомат связи сформировал три ремонтно-восстановительных батальона, которые занимались восстановительными работами систем связи в Москве. Также к 3 июля 1941 года специалисты Центрального телеграфа организовали в Кремле временную радиостудию, из которой Секретарь ЦК ВКП(б) Иосиф Сталин обратился с посланием к советским гражданам.
Во второй половине XX века Центральный телеграф сохранил ключевое значение в качестве коммуникационного центра СССР. В будние дни количество переданных телеграмм достигало 800 тысяч в сутки и 2,5 миллиона — в праздники. За заслуги в обслуживании населения и народного хозяйства и успешное выполнение Семилетнего плана 6 июля 1966 года указом Президиума Верховного Совета СССР Центральный телеграф был награждён орденом Ленина.

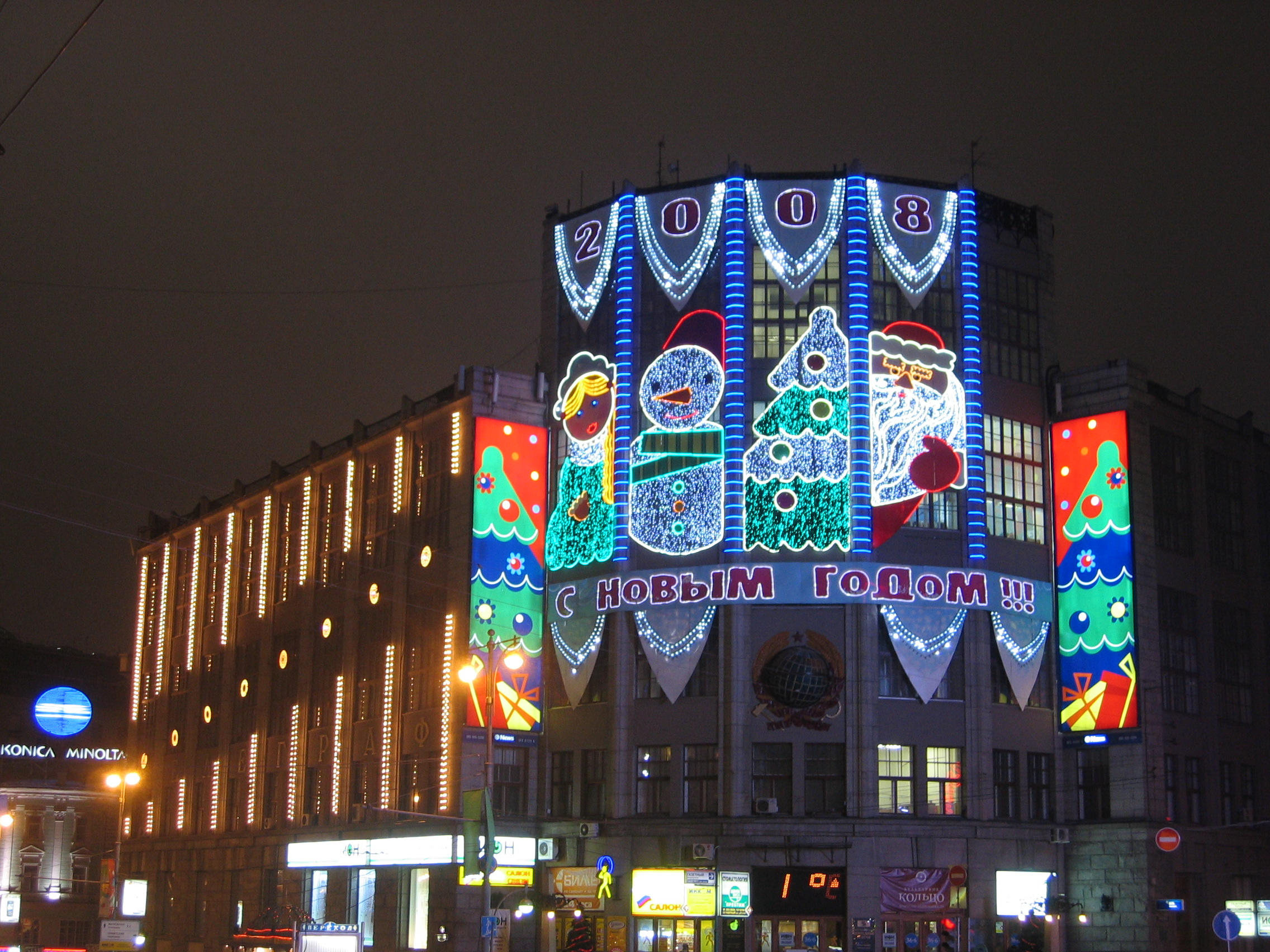
Иллюминация на здании Центрального телеграфа в Москве (декабрь 2007 года)

В советское время считалось традиционным на стенах здания создавать праздничную иллюминацию. В 1985 году в здании появился Музей истории Центрального телеграфа, в экспозиции которого представлены техника, документы и книги, посвящённые развитию почтовой связи в России. Среди экспонатов есть реплика первого электромагнитного телеграфа, созданного Павлом Шиллингом. По состоянию на 2014 год экскурсии в музее проводятся только по предварительной записи.

## Современность

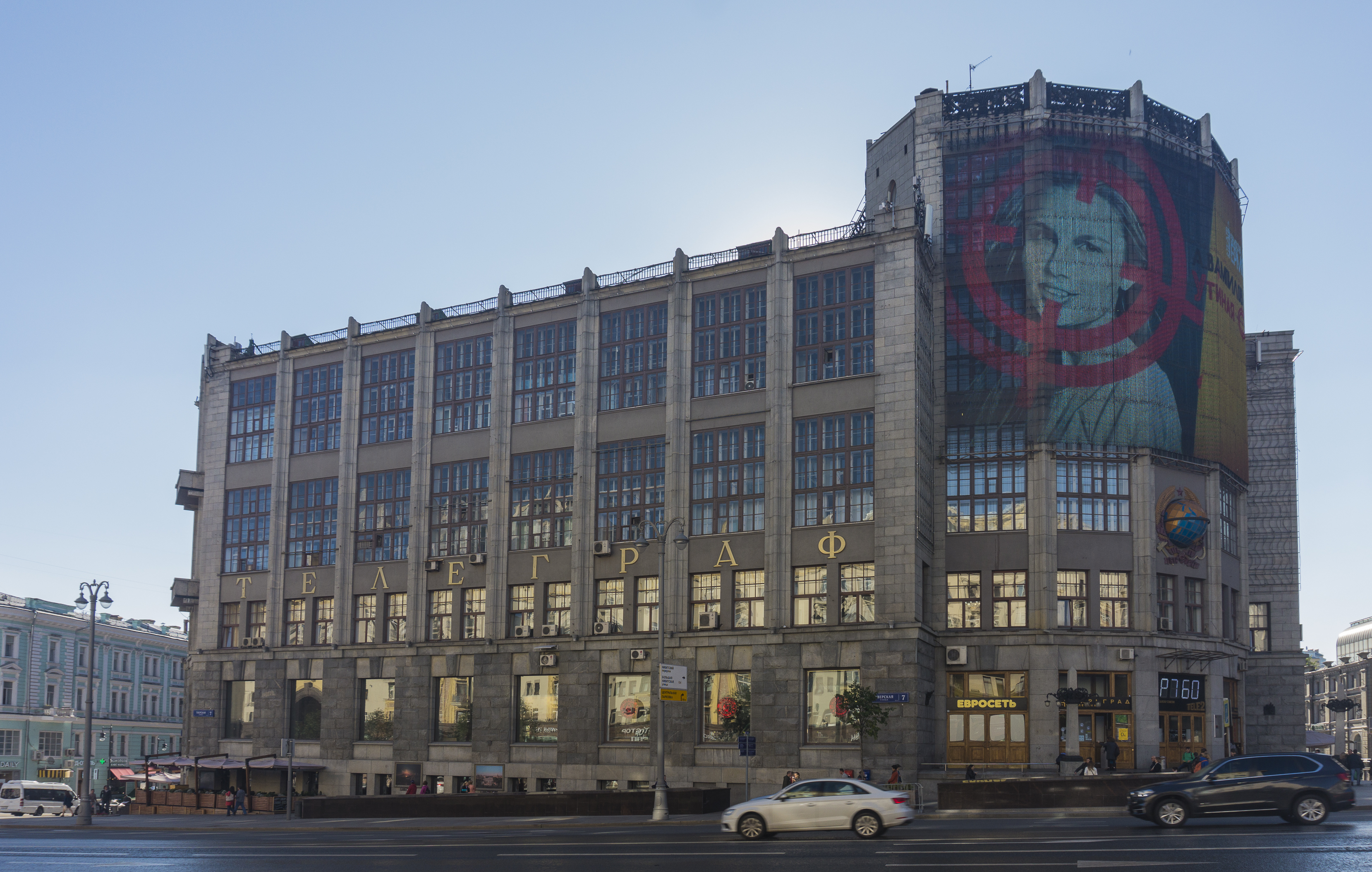
Здание Центрального телеграфа в 2017 году

По состоянию на 2018 год бо́льшая часть здания (35 150 м²) принадлежала ПАО «Центральный телеграф» — дочерней компании «Ростелекома». Здание преимущественно используется как офисный центр, помещения которого сдаются в аренду. Среди крупнейших арендаторов значится коворкинг Di Telegraph. В 2015 году в здании открылся бар «Мумий Тролль», в который инвестировал средства Илья Лагутенко.
В марте 2016 года в здании проходил турнир претендентов по шахматам.
В конце 2017 года на последнем этаже создан капсульный отель.
В октябре 2017 года стало известно, что «Ростелеком» намеревается монетизировать актив за счёт продажи помещений или привлечения инвесторов и создания новых общественных учреждений. В марте 2018 года президент «Ростелекома» Михаил Осеевский сообщил, что компания готовится к продаже здания. Поскольку телеграф является объектом культурного наследия, работы проводятся «очень и очень качественно», из-за чего закрыть сделку получится не ранее 2019 года.
11 сентября 2019 года компания ООО «Центральный Телеграф» (Riverstretch Trading & Investments), оказавшись единственным участником на торгах, выкупила принадлежащие «Ростелекому» площади. 3 марта 2020 года компания выкупила ещё 10 тысяч м² площадей, ранее принадлежавших госкомпании ДОМ.РФ.
В мае 2020 года стало известно, что проект ждет реставрация с приспособлением к современному использованию. Архитектурную концепцию реновации Центрального телеграфа в Москве разработает британское архитектурное бюро David Chipperfield Architects по заказу девелоперской компании Vos'hod. 
После реновации Центральный телеграф станет многофункциональным комплексом, включающим торговую галерею, офисы и общественные пространства.
В феврале 2025 года стало известно, что здание Центрального телеграфа в Москве станет новым кампусом Центрального университета.

## Архитектурные особенности

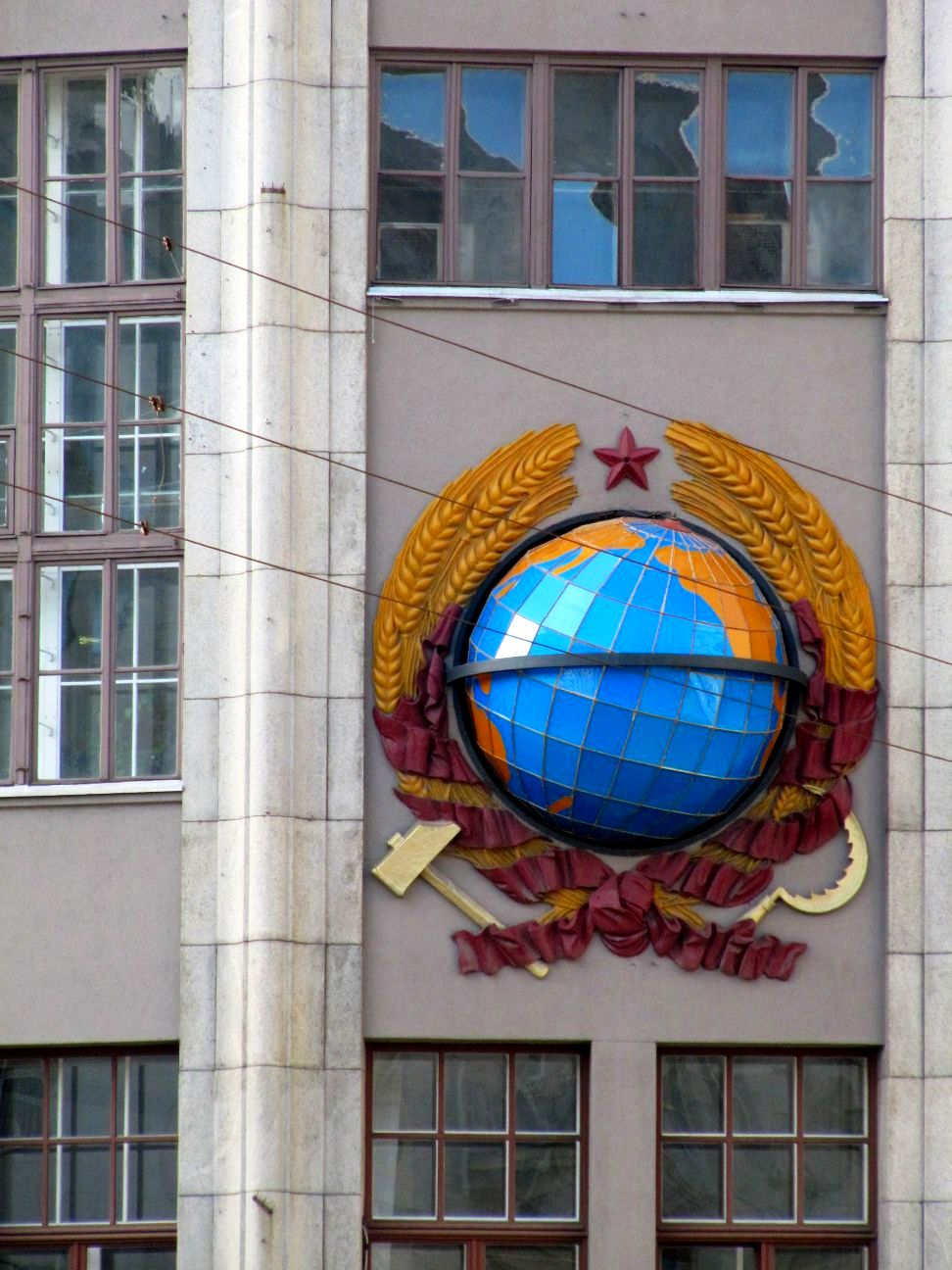
Современный глобус на здании, 2010 год

Принятый проект Рерберга вызвал неоднозначную реакцию у профессионального сообщества. В редакционной статье, опубликованной в журнале «Современная архитектура», проект Рерберга назвали «старомодным образцом безнадёжно отжившей эпохи» и несколько номеров спустя подчеркнули, что «телеграф — архитектура исключительно низкого качества». Редакция журнала разразилась завуалированной критикой даже в адрес специалистов строительного комитета: «инженеры Наркомпочтеля не обязаны уметь разбираться в вопросах архитектуры». Впоследствии художественный критик Иван Маца в статье «Пути развития пространственных искусств», опубликованной в «Ежегоднике литературы и искусства на 1929 год», назвал здание Центрального телеграфа примером буржуазной тенденции в искусстве.
Здание общей площадью 54 тысячи м² представляет собой замкнутое каре с пятигранной башней на углу Тверской улицы и Газетного переулка. Из-за особенностей рельефа местности здание было помещено на 6,6 метра в глубь старой застройки, что позволило сделать проезды в находящиеся по соседству Газетный и Никитский переулки. Сооружение строилось с учётом современных на тот момент технологий: с железобетонным каркасом и высокими окнами.
Особенностью постройки являлось объединение общественных и жилых помещений. На втором этаже здания было предусмотрено 20 квартир для руководства и спальни для дежурной смены. Также в доме были организованы ясли на 200 мест. На заднем фасаде располагались балконы.
На пятигранной башне в качестве декоративного элемента установлена ранняя версия советского герба: ленты связывают пшеничные снопы в нижней части герба, а серп и молот расположены по бокам от глобуса, а не поверх него. Во время установки предполагалось, что глобус будет вращаться. В 2010 году в ходе реконструкции старый советский глобус заменили новым пластиковым — уже без надписи «СССР». Вдоль первого этажа протянулась крупная каменная облицовка, которая имитирует прочный фундамент. Верхняя часть башни украшена чугунным орнаментом.
Угол здания со стороны Никитского переулка венчают башенные часы, изготовленные, предположительно, в Германии в начале XX века. Существует версия, что часовой колокол звучал настолько громко, что мешал местным жителям, тогда решено было уменьшить размах молота. Часовой механизм до сих пор находится в исправном состоянии. Раз в неделю его заводят вручную.

## Изображение на почтовых марках

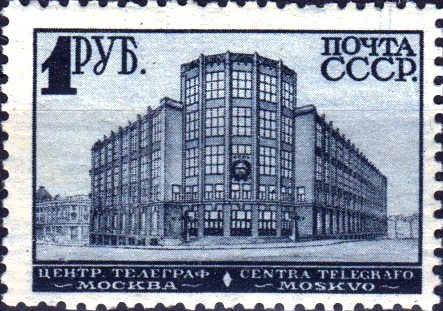
Марка СССР 1930 год
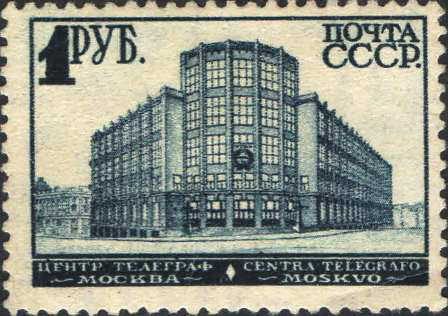
Марка СССР 1930 год
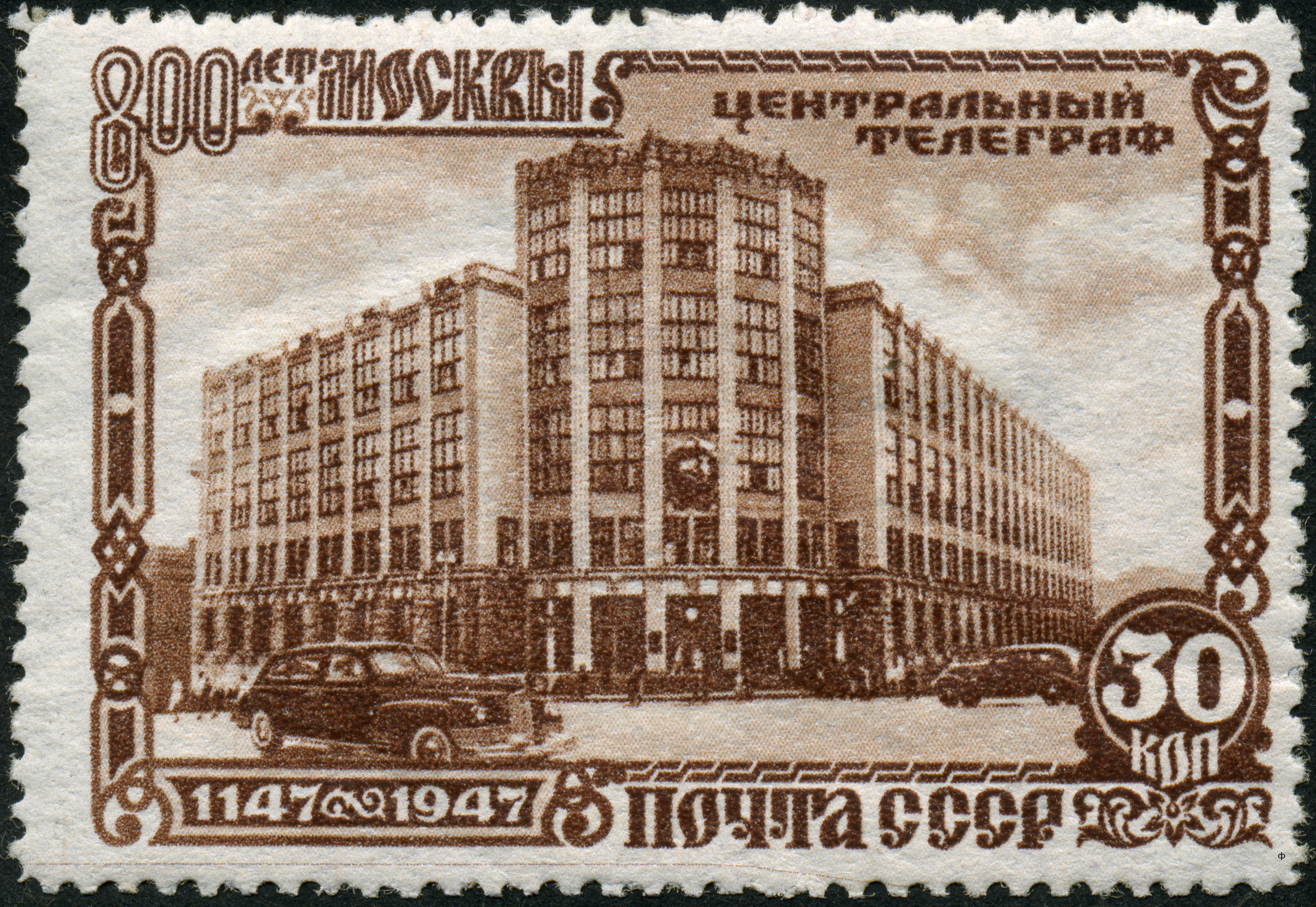
Почтовая марка СССР 1947 год. 20 лет центральному телеграфу
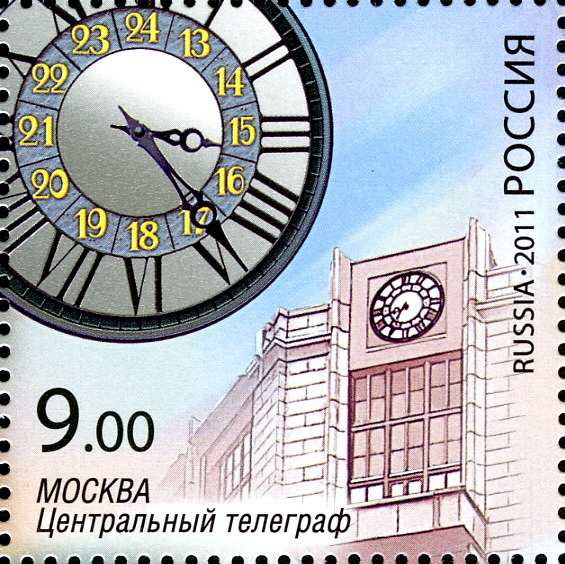
Часы на здании Центрального телеграфа на российской марке, 2011 год